# Robert Sutton (1er baron Lexinton)
Pour les articles homonymes, voir Robert Sutton.
Robert Sutton, 1er baron Lexinton (21 décembre 1594 - 13 octobre 1668) est un député royaliste entre 1625 et 1640. 

## Biographie
En 1624, il est élu Chevalier du Comté (député) pour le Nottinghamshire et réélu en avril et en novembre 1640. Il devient royaliste après avoir siégé en 1643. 
Il sert Charles Ier d'Angleterre pendant la Première révolution anglaise, faisant de grands sacrifices financiers pour la cause royale et, en 1645, le roi le crée baron Lexinton, une variante du nom du village de Laxton, dans le Nottinghamshire. Ses domaines ont souffert à l'époque du Commonwealth, mais Charles II d'Angleterre l'indemnise. 
Il commande la construction du premier Kelham Hall. Il est décédé le 13 octobre 1668. Un monument mural lui est dédié dans l'église Saint-Michel et Tous les Anges d'Averham. 

## Famille
Il est le fils de William Sutton d’Averham, dans le Nottinghamshire et se marie trois fois. 
- Le 14 avril 1616, il épouse Elizabeth Manners, la sœur de John Manners (8e comte de Rutland), décédée sans descendance.
- Sa deuxième épouse est Anne Palmes, veuve de Thomas Browne, deuxième baronnet, également décédée sans descendance.
- Le 21 février 1660, il épouse Mary St. Leger, dont il a un fils et une fille : 
  - Robert Sutton (2e baron Lexinton) (1662-1723)
  - Bridget, mariée à John Darcy fils unique de Conyers Darcy (2e comte d'Holderness) et de Frances Howard